# Кауфман, Сара
Сара Кауфман (англ. Sarah Kaufman, род. 20 сентября 1985) — Канадский мастер смешанных единоборств. Выступает в лёгкой весовой категории 61 кг. Носила пояс Strikeforce Women’s Bantamweight Champion и стала так же первой и единственной чемпионкой Fighting Women’s Bantamweight. На данном этапе спортивной карьеры выступает в UFC.
Согласно рейтингу сайта MMARising.com Кауфман занимает 8-е место среди женщин, бойцов смешанных единоборств и 5-е место согласно Unified Women’s MMA Rankings. На 17 января 2014 Сара занимает 5-е место в рейтинге бойцов-женщин в UFC.

## Краткая биография
Окончила среднюю школу в клермонте и успела отучиться два года в университете Виктории по специальности сердечно-сосудистая хирургия.
Занималась танцами с двух лет. Увлекалась разными стилями танцев — от балета до джаза и хип-хопа. В возрасте 17 лет стала посещать занятия в школе ММА, которая была открыта Адамом Зуджеком в одном здании с её танцевальным классом. Увлекшись новым видом спорта, стала посвящать ему всё свободное время.
В возрасте 25 лет аттестовалась на фиолетовый пояс по бразильскому джиу-джитсу. Спустя год получила коричневый пояс.

## Спортивная карьера

### Начало карьеры в миксфайте.
Кауфман 1 июня 2007 провела бой по правилам TKO против Валери Летурно в TKO 29. Победила во втором раунде. Это был её первый бой и первая победа в женском ММА.
19 октября 2007 стала чемпионом Hardcore Championship Fighting Women's, одержав победу над Хинеле Маркес. 
29 марта 2008 года в турнире HCF - Crow's Nest одержала победу ударами над Молли Хелсель. Данный поединок был защитой титула.
23 апреля 2009 в чемпионате Palace Fighting Championship Кауфман победила ударами во втором раунде Сару Шнейдер.
2 апреля 2011 года дебютировала в пятом Armageddon Fighting Championship, чемпионат прошёл в родном городе Сары Кауфман. Одержала победу над Мегуми Ябушитой в третьем раунде ударной техникой. 

### Карьера в Strikeforce.
5 мая 2009 года дебютировала в Strikeforce. Приняла участие в турнире Strikeforce Challengers: Evangelista vs. Aina. В напряжённом поединке против Мишы Тейт, Кауфман одержала победу единогласным решением судей.
19 июня 2009 в турнире Strikeforce Challengers: Villasenor vs. Cyborg участвовала в поединке против обладательницы сильной борцовской техники Шейны Бэселер. Кауфман победила через Единогласное решение судей. Данный поединок был первым в Strikeforce, когда в женском разделе, бойцы бились в раундах по пять минут.
26 февраля 2010 прошёл турнир Strikeforce Challengers: Kaufman vs. Hashi за титул Чемпиона в женском лёгком весе, в котором Кауфман одержала победу единогласным решением над Тэкайо Хэши. Тэкайо на момент поединка была разрекламированным бойцом, которого считали фаворитом этого турнира.
23 июля 2010 Кауфман защитила свой титул чемпионки в лёгком весе по версии Strikeforce в турнире Strikeforce Challengers: del Rosario vs. Mahe, одержав победу нокаутом в третьем раунде над Роксанн Модэффери
9 октября 2010 года состоялся поединок Кауфман против Марлос Коэнен. Кауфман проиграла в третьем раунде, попавшись на болевой приём "армбар". Это поражение лишило Сару титула чемпионки в лёгком весе.

#### Развитие после потери титула чемпионки.
В Лас Вегасе 22 июля 2011 Кауфман победила Лиз Кармуч единогласным решением, в турнире Strikeforce Challengers: Voelker vs. Bowling III. 7 января 2012 в турнире Strikeforce: Tate vs. Rousey,  провела бой-реванш против Алексы Девис и победила единогласным решением.
Затем Кауфман бросила вызов Ронде Роузи - чемпионке среди женщин в лёгком весе. Поединок состоялся 18 августа 2012 в Сан-Диего. Бой закончился для Кауфман поражением, Ронда Роузи провела свой коронный приём "армбар" - рычаг локтя.
Контракт Кауфман со Strikeforce закончился, а затем UFS Zuffa LLC выкупила этот бренд и закрыла его.

### Поединок по эгидой Invicta Fighting Championships.
5 апреля 2013 года Кауфман дебютировала в Invicta FC 5: Penne vs. Waterson и провела бой против Лесли Смит. Кауфман победила раздельным решением судей и получила приз за лучший бой ночи.

## Карьера в UFC
25 апреля 2013 Кауфман подписала контракт с UFC. Первый бой под эгидой этой организации состоялся 19 октября 2013 в турнире UFC 166. Соперницей выступила Джессика Ай. Поединок закончился спорным решением судей, Кауфман признали побеждённой. Однако  в феврале 2014 отдел Техасского Лицензирования и Регулирования изменил результат поединка на ничью. Позже было внесено уточнение - Джессика Ай не прошла допинг-тест перед поединком.

## Статистика боёв
| Боёв 28         | Побед 22 | Поражений 5 |
| --------------- | -------- | ----------- |
| Нокаутом        | 11       | 0           |
| Сдачей          | 2        | 3           |
| Решением        | 9        | 2           |
| Не состоявшихся | 1        | 1           |

| Результат    | Рекорд   | Соперник            | Способ                                  | Турнир                                                   | Дата            | Раунд | Время | Место                                    | Примечание |
| ------------ | -------- | ------------------- | --------------------------------------- | -------------------------------------------------------- | --------------- | ----- | ----- | ---------------------------------------- | --- |
| Победа       | 22–5 (1) | Джесси Миель        | ТКО (удары)                             | BTC 13: Power                                            | 20 ноября 2021  | 1     | 3:56  | Сент-Катаринс, Онтарио, Канада           | Дебют в полулегком весе |
| Поражение    | 21–5 (1) | Ларисса Пачеко      | Единогласное решение                    | PFL 7 (сезон 2019)                                       | 11 октября 2019 | 3     | 5:00  | Лас-Вегас, Невада, США                   | Полуфинал PFL 2019 среди женщин в легком весе                                                                                            |
| Победа       | 21–4 (1) | Морган Фриер        | Болевой (удушение ручным треугольником) | PFL 1 (сезон 2019)                                       | 9 мая 2019      | 1     | 2:22  | Юниондейл, Нью-Йорк, США                 | Дебют в лёгком весе Четвертьфинал PFL 2019 среди женщин в легком весе                                                                    |
| Победа       | 20–4 (1) | Катарина Ленер      | Болевой (удушение сзади)                | Invicta FC 29: Кауфман vs. Ленер                         | 4 мая 2018      | 3     | 4:30  | Канзас-Сити, Миссури, США                | Завоевала титул чемпионки Invicta FC в легчайшем весе                                                                                    |
| Победа       | 19–4 (1) | Пэнни Кианзад       | Единогласное решение                    | Invicta FC 27: Кауфман vs. Кианзад                       | 13 января 2018  | 3     | 5:00  | Канзас-Сити, Миссури, США                | |
| Победа       | 18–4 (1) | Джессика-Роуз Кларк | Единогласное решение                    | Battlefield FC: The Great Beginning                      | 18 марта 2017   | 3     | 5:00  | Сеул, Столичный регион, Республика Корея | |
| Поражение    | 17–4 (1) | Валентина Шевченко  | Раздельное решение                      | UFC on Fox: Дус Анжус vs. Серроне 2                      | 19 декабря 2015 | 3     | 5:00  | Орландо, Флорида, США                    | |
| Поражение    | 17–3 (1) | Алексис Дэвис       | Болевой (рычаг локтя)                   | UFC 186                                                  | 25 апреля 2015  | 2     | 1:52  | Монреаль, Квебек, Канада                 | |
| Победа       | 17–2 (1) | Лесли Смит          | Единогласное решение                    | The Ultimate Fighter Nations Finale: Биспинг vs. Кеннеди | 16 апреля 2014  | 3     | 5:00  | Квебек, Квебек, Канада                   | |
| Не состоялся | 16–2 (1) | Джессика Ай         | Результат аннулирован                   | UFC 166                                                  | 19 октября 2013 | 3     | 5:00  | Хьюстон, Техас, США                      | Первоначально победа раздельным решением Джессики Ай, но после её положительного теста на марихуану результат изменён на не состоявшийся |
| Победа       | 16–2     | Лесли Смит          | Раздельное решение                      | Invicta FC 5: Пенне vs. Уотерсон                         | 5 апреля 2013   | 3     | 5:00  | Канзас-Сити, Миссури, США                | Лучший бой вечера |
| Поражение    | 15–2     | Ронда Раузи         | болевой (рычаг локтя)                   | Strikeforce: Раузи vs. Кауфман                           | 18 августа 2012 | 1     | 0:54  | Сан-Диего, Калифорния, США               | Матч за титул чемпионки Strikeforce в легчайшем весе                                                                                     |
| Победа       | 15–1     | Алексис Дэвис       | Решение большинства                     | Strikeforce: Тейт vs. Раузи                              | 3 марта 2012    | 3     | 5:00  | Колумбус, Огайо, США                     | |
| Победа       | 14–1     | Лиз Кармуш          | Единогласное решение                    | Strikeforce - Challengers 17                             | 22 июля 2011    | 3     | 5:00  | Лас-Вегас, Невада, США                   | |
| Победа       | 13–1     | Мегуми Ябушита      | ТКО (удары)                             | AFC 5 - Judgment Day                                     | 2 апреля 2011   | 3     | 3:34  | Виктория, Британская Колумбия, Канада    | |
| Поражение    | 12–1     | Марлос Кунен        | Болевой (рычаг локтя)                   | Strikeforce: Диас vs. Нунс 2                             | 9 октября 2010  | 3     | 1:59  | Сан-Хосе, Калифорния, США                | Утратила титул чемпионки Strikeforce в легчайшем весе                                                                                    |
| Победа       | 12–0     | Роксанн Модаффери   | КО (бросок)                             | Strikeforce - Challengers 9                              | 23 июля 2010    | 3     | 4:45  | Эверетт, Вашингтон, США                  | Защитила титул чемпионки Strikeforce в легчайшем весе                                                                                    |
| Победа       | 11–0     | Такайо Хаши         | Единогласное решение                    | Strikeforce - Challengers 6                              | 26 февраля 2010 | 5     | 5:00  | Сан-Хосе, Калифорния, США                | Завоевала титул чемпионки Strikeforce в легчайшем весе                                                                                   |
| Победа       | 10–0     | Шейна Бэйзлер       | Единогласное решение                    | Strikeforce - Challengers 2                              | 19 июня 2009    | 3     | 5:00  | Кент, Вашингтон, США                     | |
| Победа       | 9–0      | Миша Тейт           | Единогласное решение                    | Strikeforce Challengers 1                                | 15 мая 2009     | 3     | 3:00  | Фресно, Калифорния, США                  | |
| Победа       | 8–0      | Сара Шнайдер        | ТКО (удары)                             | PFC: Best of Both Worlds 2                               | 23 апреля 2009  | 2     | 1:43  | Лемор, Калифорния, США                   | |
| Победа       | 7–0      | Молли Хелсель       | ТКО (удары)                             | HCF: Crow's Nest                                         | 29 марта 2008   | 2     | 2:44  | Гатино, Квебек, Канада                   | Защитила титул чемпионки HCF в легчайшем весе                                                                                            |
| Победа       | 6–0      | Хинеле Маркес       | ТКО (удары)                             | HCF: Title Wave                                          | 19 октября 2007 | 2     | 3:22  | Калгари, Альберта, Канада                | Завоевала титул чемпионки HCF в легчайшем весе                                                                                           |
| Победа       | 5–0      | Валери Летурно      | ТКО (удары)                             | TKO 29: Repercussion                                     | 1 июня 2007     | 2     | 1:36  | Монреаль, Квебек, Канада                 | |
| Победа       | 4–0      | Алексис Дэвис       | ТКО (удары)                             | UWC 7: Anarchy                                           | 7 апреля 2007   | 3     | N/A   | Виннипег, Манитоба, Канада               | |
| Победа       | 3–0      | Мисти Ширер         | ТКО (остановка доктором)                | King of the Cage: Amplified                              | 26 ноября 2006  | 2     | 5:00  | Эдмонтон, Альберта, Канада               | |
| Победа       | 2–0      | Сара Дрэхт          | ТКО (удары)                             | King of the Cage: Insurrection                           | 6 октября 2006  | 1     | 0:17  | Вернон, Британская Колумбия, Канада      | |
| Победа       | 1–0      | Элизабет Позенер    | КО (удар)                               | North American Challenge 23                              | 3 июня 2006     | 3     | 1:03  | Ванкувер, Британская Колумбия, Канада    | |